# PKP-Baureihe Tx23/Tx4
Die schmalspurigen Dampflokomotiven der PKP-Baureihe Tx23/Tx4 sind 15 Feldbahnlokomotiven, die für die polnische Świętokrzyska Kolej Dojazdowa gebaut wurden. Diese Gesellschaft bediente einen Teil der Region Ponidzie im Südteil der Woiwodschaft Heiligkreuz und verband die Orte Jędrzejów, Motkowice und Pińczów.
Von den Lokomotiven sind die Fabriknummern Hanomag 10194–10208 bekannt. Sie wurden von den polnischen Staatsbahnen PKP übernommen. Eindeutig ist die Baureihe PKP-D3. Lediglich von sechs Lokomotiven sind die ursprünglichen Betriebsnummern bekannt, wobei von einer Unklarheiten über die tatsächliche Nummern besteht, was insbesondere darauf zurückzuführen ist, dass unter den Maschinen Bauteile wie Kessel, aber auch Aufbauten getauscht wurden, teils unter Übernahme der angebrachten Fabrikschilder.
10 der Lokomotiven wurden auf 600 mm Spurweite ausgeliefert, die anderen 5 auf 750 mm Spurweite.
Von diesen wiederum sind die Betriebsnummern während ihrer Zeit bei der Deutschen Reichsbahn bekannt. Nach dem Krieg wurden sie von den PKP wieder übernommen und erhielten Nummern nach dem polnischen Nummernplan.
Die Lokomotiven waren bis in die 1970er Jahre im Einsatz. Die ursprüngliche Hanomag 10205, fuhr bis 1984 und wurde danach dem Schmalspurbahnmuseum Wenecja übergeben.

## Geschichte
Die Lokomotiven waren anfangs den Betriebsstellen Krośniewice und Ostrołęka zugeteilt, nach dem Probebetrieb sind sie Lokomotiven auf anderen Strecken verteilt worden. Der Einsatz der Lokomotiven mit den Hanomag Fabriknummern 10194, 10196, 10197 und 10199 dort ist belegt. Besonders werden die Waldbahnen im Bereich der zu diesem Zeitpunkt bereits auf Normalspur umgespurten ehemaligen Feldbahn Wielbark–Ostrołęka genannt. Schon damals sollen einige Lokomotiven auf eine Spurweite von 750 mm umgebaut worden sein.
| Hersteller, Fabriknummer Baujahr | 1930–1939 (PKP) | 1940–1946 (DR/PKP) | 1947–1961 (PKP) | nach 1961                | Bemerkungen |
| -------------------------------- | --------------- | ------------------ | --------------- | ------------------------ | --- |
| Hanomag 10194/1923               | D3-421          | 99 1559            | Tx 23-559       | Tx 4-559                 | 1977 an Östra Södermanlands Järnväg, in Betrieb bis 1984, danach zerlegt, 2019 Verkauf an Privat, hinterstellt in Frankfurter Feldbahnmuseum als Lok 19, betriebsfähige Aufarbeitung 2022 begonnen |
| Hanomag 10195/1923               | D3-422          | 99 1600            | Tx 23-551       | Tx 4-551                 | Ausgemustert 19.03.1970 |
| Hanomag 10196/1923               | D3-423          | 99 1579            | Tx 23-561       | Tx 4-1319                | Ausgemustert 09.02.1978, zuletzt umgespurt auf 750 mm |
| Hanomag 10197/1923               | D3-424          | 99 1560            | Tx 23-560       | Tx 4-560                 | Ausgemustert 16.06.1962 |
| Hanomag 10198/1923               | D3-425          | ?                  | ?               | ?                        | unbekannt, möglicherweise im 2. Weltkrieg verloren |
| Hanomag 10199/1923               | D3-426          | 99 1574            | Tx 23-561       | Tx4-561                  | Ausgemustert 16.06.1962 |
| Hanomag 10200/1923               | D3-427          | 99 1584            | Tx 23-552       | Tx4-552                  | Ausgemustert 24.01.1968 |
| Hanomag 10201/1923               | D3-428          | 99 1585            | Tx 23-553       | Tx4-553                  | Ausgemustert 28.12.1966 |
| Hanomag 10202/1923               | D3-429          | ?                  | ?               | ?                        | unbekannt, möglicherweise im 2. Weltkrieg verloren |
| Hanomag 10203/1923               | D3-430          | 99 1586            | Tx 23-554       | Tx 4-1392                | Ausgemustert 19.03.1970, zuletzt umgespurt auf 750 mm |
| Hanomag 10204/1923               | D3-821          | 99 2553 ?          | Tx 23-1391      | Tx 4-1391                | Ausgemustert 12.08.1962 |
| Hanomag 10205/1923               | D3-822          | 99 1597            | Tx 23-558       | Tx4-558/Tx4-1318/Tx4-564 | Bis 1984 u. a. bei Żnińska Kolej Powiatowa mit 600 mm und zwischenzeitlich umgespurt auf 750 mm in Betrieb, danach Ausstellungsstück bei Schmalspurbahnmuseum Wenecja                              |
| Hanomag 10206/1923               | D3-823          | 99 1587            | Tx 23-565       | Tx4-566                  | ausgemustert 17.06.1975 |
| Hanomag 10207/1923               | D3-824          | 99 1595            | Tx 23-556       | Tx 4-556                 | Ausgemustert 11.05.1973 |
| Hanomag 10208/1923               | D3-825          | 99 1596            | Tx23-557        | Tx4-557                  | Ausgemustert 25.10.1965 |

### Deutsche Reichsbahn (1920–1945)
Während der Zeit des Zweiten Weltkrieges wurden die Lokomotiven von der Deutschen Reichsbahn übernommen. Die bekannten Lokomotiven trugen die 99 1559, 99 1574, 99 1584, 99 1587, 99 1596, 99 1597, 99 1600. Bei Kriegsende sollen 13 Lokomotiven erhalten gewesen sein.

### PKP Tx23-552...565
Nach dem Zweiten Weltkrieg wurden diese dreizehn Lokomotiven von den PKP wieder übernommen und als Tx23 mit neuen Ordnungsnummern ab 500 bezeichnet. Es sind jedoch nur die PKP-Nummern der Lokomotiven, die eine DR-Nummer hatten, bekannt.

### PKP Tx4-552...566
1961 wurde ein neues Bezeichnungsschema eingeführt, in das die vorhandenen sechs Lokomotiven mit ihren Ordnungsnummern als Baureihe Tx4 einsortiert wurden, da sie mit nichtpolnischer Herkunft definiert wurden.
1963 wurden zwei Lokomotiven mit einem Schlepptender versehen und auf die Spurweite von 750 mm umgebaut. Sie erhielten neue Nummern, aus der Tx4-558 wurde die Tx4-1318 und aus der Tx4-562 die Tx4-1319. 1968 erfolgte der Rückbau auf 600 mm mit einer erneuten Umnummerierung. Die erste Lokomotive wurde die noch vorhandene Tx4-564, die zweite die Tx4-565.
Die Lokomotiven wurden bis Mitte der 1970er Jahre eingesetzt und bis auf die Tx4-564 ausgemustert. Diese fuhr noch Anfang der 1970er Jahre im Bereich der Wyrzyskie Koleje Powiatowe (ehemalige Wirsitzer Kreisbahn) bei Białośliwie und war auf der Żnińska Kolej Powiatowa (ehemals Zniner Kreisbahn) bis Mitte 1985 eingesetzt. Danach wurde die Lokomotive dem Schmalspurbahnmuseum Wenecja als Ausstellungsstück übergeben.
Die Tx4-559 (Hanomag No. 10194) wurde 1977 an die Östra Södermanlands Järnväg in Schweden verkauft, die eine starke Tenderlokomotive für die seinerzeit starke Steigung in der Ausfahrt aus dem Bahnhof Läggesta (Strecke später umgebaut) suchte. Die Tx4-559 war dabei die letzte in Polen in Betrieb befindliche Lokomotive der Baureihe, die nicht zur Schlepptenderlokomotive umgebaut worden war. Auf schwedische Gepflogenheiten umgerüstet (Pufferbohle, erhöhtes Führerhaus, Pfeife, Zu- und Stoßvorrichtung etc.) war die Lokomotive dort bis 1984 in Betrieb. Anschließend wurde sie verschlissen abgestellt und für eine Aufarbeitung zerlegt, die jedoch aus verschiedenen Gründen nicht vollendet wurde. Erwähnenswert ist eine in diesem Rahmen getätigte Beschaffung von originalen Ersatzteilen aus Polen in den 1980er Jahren. Diese beinhaltete einen linksseitigen Zylinder, einen gegossenen Schornstein, zwei Injektoren und einen Dampfbremszylinder. Nach mehrjährigen Bemühungen konnte die Lokomotive im Juni von der Hanomag 10194 GbR in zerlegtem Zustand erworben werden und wurde im Oktober 2019 zurück nach Deutschland überführt, wo sie seither im Frankfurter Feldbahnmuseum hinterstellt ist. Erste Arbeiten für eine betriebsfähige Aufarbeitung und die Beschaffung von Fehlteilen begannen im Jahr 2022. Nach eingehender Recherche konnten unter anderem zwei Werksfotografien sowie eine Konstruktionszeichnung von Hanomag ausfindig gemacht werden.

## Konstruktion
Die Lokomotiven wurden als D-gekuppelte Feldbahnlokomotiven für die Spurweite 600 mm hergestellt. Sie besitzen Innenrahmen und Zweizylindertriebwerk mit Kolbenschiebern.
Der Barrenrahmen hat eine Stärke von 60 mm. In diesem sind die vier Achsen mit Blattfedern oberhalb der Achslager abgefedert. Zwischen den ersten drei Achsen ist ein Radstand von 800 mm, die letzte Achse war mit 1200 mm weit nach hinten gezogen. Der Flammrohrkessel besaß ursprünglich eine Feuerbüchse aus Kupfer, nach dem Krieg wurde diese durch eine stählerne ersetzt. Die Kesselaufbauten hinter dem Schornstein mit Funkenfänger sind ein Sanddom und ein Dampfdom. Zwischen beiden sitzen die Kesselspeiseventile, als Injektoren wurden solche von Bauart Friedmann (?) mit einer Leistung von 60 l/min oder Bauart Schäffer-Budenberg mit einer Förderleistung von 80 l/min verwendet. Diese Originalarmaturen wurden durch polnische Armaturen ersetzt. Der Führerstand war geräumig ausgeführt. Ursprünglich saß dahinter der Kohlenkasten. Bei modifizierten Lokomotiven wurde der Kohlenkasten entfernt, die Lokomotiven erhielten stattdessen einen zweiachsigen Schlepptender. Zum Wasserfassen waren die Lokomotiven mit einer Saugpumpe ausgerüstet, um mit einem Wasserschlauch Wasser aus Bächen aufzunehmen.
Als Besonderheiten sind eine kombinierte Federung mit Blatt- und Schraubenfedern sowie die Umspurbarkeit von 600- auf 750-mm-Spurweite zu erwähnen. Die Tragfedern der ersten beiden Achsen wurden oberhalb des Rahmens angeordnet. Für die beiden hinteren Achsen diente eine gemeinsame Blattfeder, die über Bügel und Schraubenfedern auf die Achslager wirkte. Durch diese platzsparende Anordnung konnte der Aschkasten des frei auf dem Rahmen stehenden Kessels sehr günstig gestaltet werden.
Während bei Außenrahmenmaschinen zum Spurweitenwechsel die Radscheiben relativ einfach auf der Achse verschiebbar sind und die Dampfmaschine unverändert die Hall`schen Kurbeln antreibt, wurde bei den Innenrahmenmaschinen von Hanomag ein ungewöhnlicher Schritt gemacht. Die Lokomotiven erhielten asymmetrische, breite Radsterne, die bei der Umspurung von den Achsen ab- und umgedreht wieder aufgepresst werden, die Zapfen werden aus- und von der anderen Seite wieder eingepresst und die Radreifen ebenfalls von der anderen Seite aufgezogen. Dadurch bleiben Rahmen und Dampfmaschine unverändert, da kein anderer Zylindermittenabstand notwendig wird, lediglich die Bremshängeeisen werden umgesetzt und die Sandstreurohre angepasst.
Sie besaßen teils eine Dampfbremse und eine Wurfhebelbremse. Der zweiachsige Tender besaß eine Handbremse, die beide Achsen einseitig abbremsen konnte. Anfangs hatten die Lokomotiven eine Petroleumbeleuchtung mittels kleiner preußischen Loklaternen, nach dem Zweiten Weltkrieg wurde diese auf elektrische Beleuchtung mit Turbogenerator für 24 V umgestellt.